# HMS Resolution (09)
L'HMS Resolution (número de gallardet: 09) va ser un dels cinc cuirassats de classe Revenge construïts per a la Royal Navy durant la Primera Guerra Mundial. Completat el desembre de 1916, el Resolution no va veure cap combat durant la guerra, ja que tant les flotes britàniques com les alemanyes van adoptar una estratègia més prudent després de la batalla de Jutlàndia al maig a causa de la creixent amenaça de les mines navals i els submarins.
El Resolution va passar les dècades de 1920 i 1930 alternant entre les flotes de l'Atlàntic i de la Mediterrània. Mentre servia a la Mediterrània a principis dels anys vint, el vaixell va anar a Turquia dues vegades com a resposta a les crisis derivades de la guerra greco-turca, inclòs el Gran incendi d'Esmirna el 1922. També va veure una participació limitada durant la intervenció franco-britànica a la Guerra civil russa al mar Negre l'any 1920. La carrera d'entreguerres del vaixell va ser, d'altra banda, sense incidents. Amb l'esclat de la Segona Guerra Mundial el setembre de 1939, el Resolution va ser assignat a la Força del Canal abans de ser transferit a les tasques d'escorta de combois a l'Atlàntic Nord. El maig de 1940, va participar en les batalles de Narvik fins que els atacs aeris alemanys el van expulsar.
El juny de 1940, el vaixell va ser traslladat a la Força H, on va participar en la destrucció de la flota francesa a Mers-el-Kebir al juliol després de la rendició francesa a Alemanya. També va participar en la batalla de Dakar, un intent de neutralitzar el cuirassat francès Richelieu que va acabar amb el torpedineig del Resolution pel submarí francès Bévéziers. Greument danyat, el Resolution va ser reparat primer a Freetown, Sierra Leone, i després a la drassana naval de Filadèlfia sota els acords de préstec-arrendament. A continuació, assignat a la flota Oriental, la seva edat li va impedir veure accions contra la flota japonesa i, en canvi, va escortar combois fora de la costa oriental d'Àfrica. Va tornar a Gran Bretanya el setembre de 1943 i va ser donat de baixa. Després va veure servei a l'establiment d'entrenament HMS Imperieuse, un paper que va ocupar fins al febrer de 1948, quan va ser dessagssignat, venut com a ferralla i desballestat a Faslane.

## Disseny i descripció

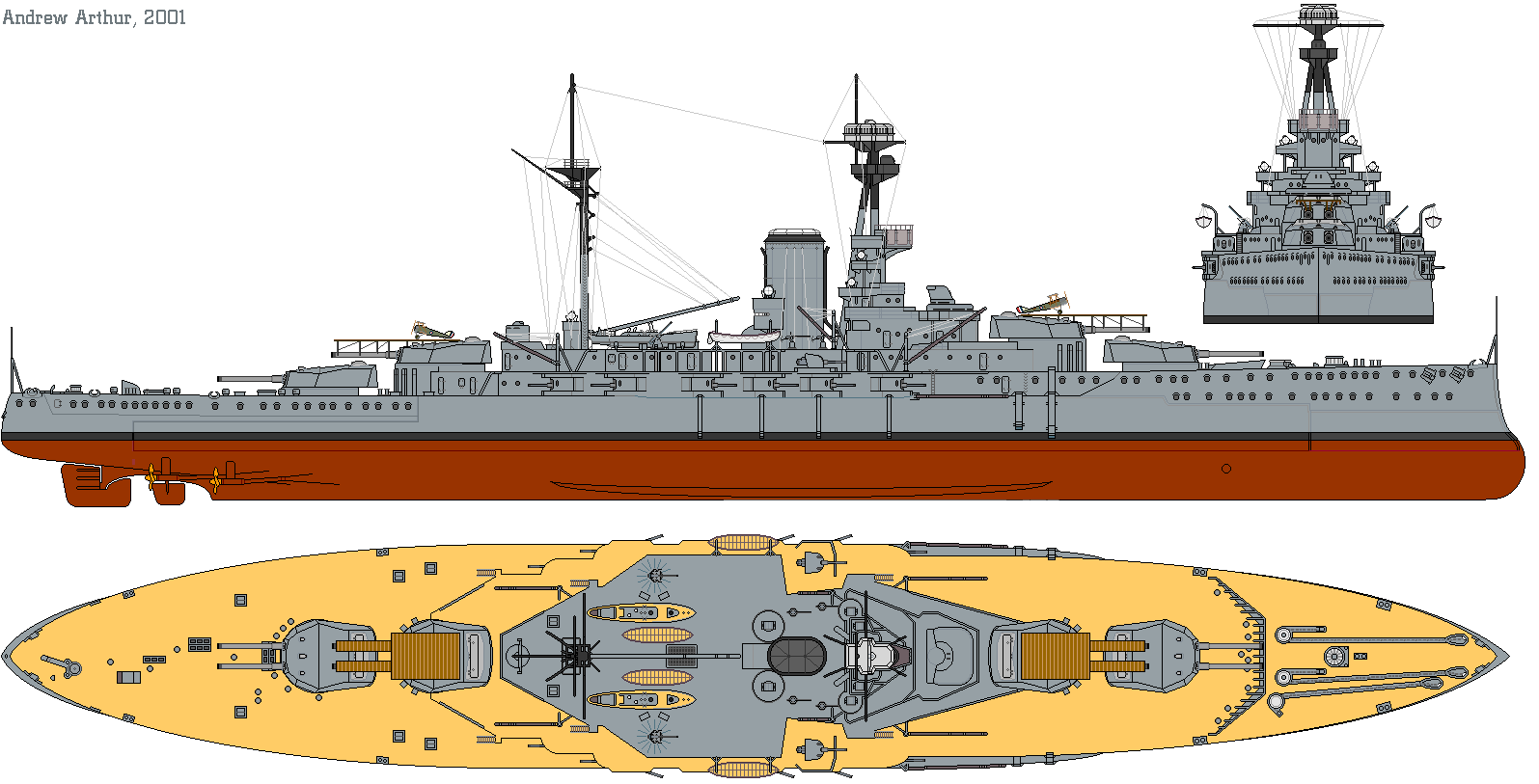
Il·lustració del vaixell germà tal com va aparèixer el 1916

Els cuirassats super-dreadnought de classe Revenge van ser dissenyats com a versions lleugerament més petites, més lentes i més protegides dels anteriors cuirassats de la classe Queen Elizabeth. Com a mesura econòmica, es pretenia tornar a la pràctica anterior d'utilitzar tant fueloil com carbó, però el Primer Lord del Mar Jackie Fisher va rescindir la decisió del carbó l'octubre de 1914. Encara en construcció, els vaixells van ser redissenyats per emprar calderes de gasoil. que va augmentar la potència dels motors en 9.000 cavalls de potència (6.700 kW) sobre l'especificació original.
El Resolution tenia una longitud total de 620 peus 7 polzades (189,2 m), una mànega de 88 peus 6 polzades (27,0 m) i un calat profund de 33 peus 7 polzades (10,2 m). Tenia un desplaçament dissenyat de 25.750 tones llargues (26.160 t) i arribava a desplaçar 31.130 tones llargues (31.630 t) totalment carregat. Va ser accionada per dos parells de turbines de vapor Parsons, cadascuna conduïa dos eixos, utilitzant vapor de divuit calderes Yarrow. Les turbines tenien una capacitat de 40.000 shp (30.000 kW) i pretenien donar al vaixell una velocitat màxima de 23 nusos (42,6 km/h ; 26,5 mph). Durant les seves proves de mar el 22 de maig de 1916, el vaixell només va assolir una velocitat màxima de 22 nusos (41 km/h; 25 mph) des de 40.360 shp (30.100 kW). [2] Tenia una autonomia de 7.000 milles nàutiques (12.964 km; 8.055 milles) a una velocitat de creuer de 10 nusos (18,5 km/h; 11,5 mph). La seva tripulació comptava amb 910 oficials i marineria el 1916. La seva alçada metacèntrica era de 3,4 peus (1,0 m) amb una càrrega profunda.
La classe Revenge estava equipada amb vuit canons Mk I de 15 polzades (381 mm) de càrrega posterior (BL) en quatre torretes de canons bessones, en dos parells de superfoc davant i darrere de la superestructura, designats "A", "B", ". X' i 'Y' de proa a popa. Dotze dels catorze canons Mk XII BL de 6 polzades (152 mm) es van muntar individualment en casamates al llarg del costat ample del vaixell al mig del vaixell; la parella restant estaven muntades a la coberta del refugi i estaven protegides per escuts. El vaixell també disposava de quatre canons de 3 lliures (47 mil·límetres (1,9 polzades)). L'armament antiaeri (AA) consistia en dos de canons Mk I de 3 polzades (76 mm) de tir ràpid (QF). Estava equipada amb quatre tubs de torpede submergits de 21 polzades (533 mm), dos a cada costat.
El Resolution es va completar amb dos directors de control de foc equipats amb telèmetres de 15 peus (4,6 m). Un es va muntar a sobre de la torre de comandament, protegit per una caputxa blindada, i l'altre es trobava a la part superior per sobre del pal del trípode. Cada torreta també estava equipada amb un telèmetre de 15 peus. L'armament principal també podria ser controlat per la torreta 'X'. L'armament secundari estava controlat principalment per directors muntats a cada costat de la plataforma de la brúixola al pal de proa un cop es van instal·lar l'abril de 1917. Es va muntar un director de control de torpedes amb un telèmetre de 15 peus a l'extrem posterior de la superestructura.
El cinturó de la línia de flotació del vaixell constava d'un blindatge cimentat Krupp (KC) que tenia 13 polzades (330 mm) de gruix entre les barbetes "A" i "Y" i s'aprimava de 4 a 6 polzades (102 a 152 mm) cap als extrems del vaixell, però no arribava ni a la proa ni a la popa. Per sobre d'això hi havia una filada de blindatge de 6 polzades de gruix que s'estenia entre les barbetes "A" i "X". Les mampares transversals de 4 a 6 polzades de gruix anaven en angle des dels extrems de la part més gruixuda del cinturó de flotació fins a les barbetes "A" i "Y". Les torretes de canó estaven protegides per 11 a 13 polzades (279 a 330 mm) de blindatge KC, excepte els sostres de les torretes que tenien 4,75 a 5 polzades (121 a 127 mm) de gruix. Les barbetes oscil·laven en gruix entre 152 i 254 mm (6-10 polzades) per sobre de la coberta superior, però només tenien entre 4 i 6 polzades de gruix per sota. Els vaixells de la classe Revenge tenien múltiples cobertes blindades que oscil·laven entre 1 i 4 polzades (25 a 102 mm) de gruix. La torre de comandament principal tenia 13 polzades d'armadura als costats amb un sostre de 3 polzades. El director de torpedes a la superestructura posterior tenia 6 polzades de blindatge que el protegien. Després de la batalla de Jutlàndia, es va afegir 1 polzada d'acer d'alta resistència a la coberta principal sobre les santabàrbares i es va afegir equip anti-guspires addicional a les santabàrbares.
El vaixell estava equipat amb plataformes de vol muntades als sostres de les torretes "B" i "X" l'any 1918, des de les quals podien llançar-se caces i avions de reconeixement. L'any 1927 es va instal·lar una catapulta d'avió giratòria a l'alcàsser del Resolution. Va ser retirat durant la seva reforma de 1929-1931. Les plataformes de vol van ser eliminades el 1932–1933. El setembre del 1936 es va afegir una catapulta al sostre de la torreta "X" així com una grua per manejar l'avió.

### Alteracions importants

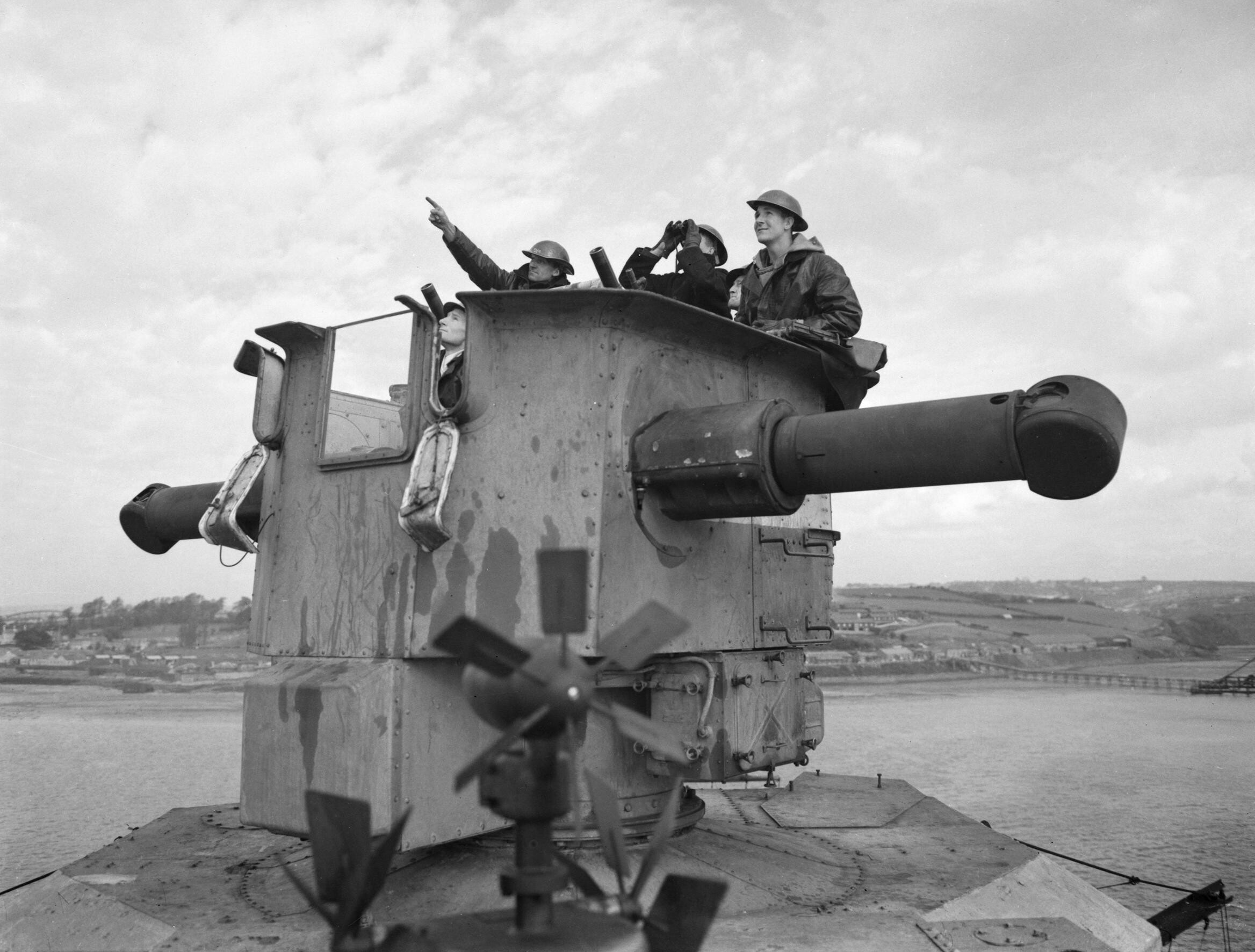
El director d'HACS Mk III del vaixell germà Revenge i la seva tripulació el 1940

El Resolution va ser equipat amb protuberàncies anti-torpedes entre finals de 1917 i maig de 1918. Van ser dissenyades per reduir l'efecte de les detonacions de torpedes i millorar l'estabilitat. Van augmentar la seva mànega en més de 13 peus (4 m) a 101 peus i 6 polzades (30,9 m), el seu desplaçament a 32.820 tones llargues (33.350 t) i van reduir el seu calat a 31 peus i 11 polzades (9,7 m), tot amb càrrega profunda. Van augmentar la seva alçada metacèntrica a 5,1 peus (1,6 m). Més tard, el 1918, es va instal·lar un telèmetre de 30 peus (9,1 m) a la torreta "B".
El blindatge dels canons de sis polzades de la coberta van ser substituïts per casamates blindades el 1922. Dos anys més tard, les seves defenses antiaèries es van millorar substituint els canons antiaeris originals de tres polzades per un parell de canons antiaeris QF de quatre polzades (102 mm). Es van afegir un altre parell de canons antiaeris de quatre polzades i els canons de sis polzades de la coberta del refugi es van retirar el 1927. Durant la reparació del vaixell de 1929–31, es va instal·lar un director del sistema de control d'angle alt (HACS) Mk I. a la part superior d'observació i el parell de tubs de torpedes de popa a banda i banda també es van eliminar. Es va instal·lar una torreta experimental de doble propòsit de 4 polzades al lloc del canó antiaeri de proa a estribord per a la seva avaluació.
El setembre del 1933 un parell de muntatges quàdruples per a les metralladores Vickers .50 es van afegir al costat de la torre. Tres anys més tard, un director d'HACS Mk II va substituir el Mk I al sostre de la part superior. Es va afegir una plataforma per a un altre director al pal major que es va convertir en un trípode per gestionar el pes addicional. El director de torpedes i el seu telèmetre associat es van eliminar. El gener de 1938 es va afegir l'HACS posterior, els canons antiaeris existents es van substituir canons QF Mk XVI de 4 polzades en muntatges bessons Mk XIX i es van fer un parell de muntatges octuples per a canons per Mk VIII "pom-pom" de dues lliures afegits amb els seus directors. També es va eliminar el parell de tubs de torpede submergits a proa.
Les modificacions en temps de guerra per als vaixells de la classe Revenge van ser bastant mínimes. El 1941, el Resolution va ser equipada amb un radar d'alerta primerenca tipus 279 i un parell de conjunts d'artilleria antiaèria tipus 285. L'any següent es van afegir un radar de recerca en superfície tipus 273 i un parell de radars d'artilleria tipus 284 per als canons principals. Els muntatges quàdruples de calibre .50 van ser substituïts per nou Oerlikon de 20 mm el setembre de 1941. Es van afegir dos "pom-poms" de quatre canons com el 1942, així com un altre Oerlikon. Per estalviar pes i fer més espai disponible per a la tripulació addicional necessària per manejar els nous equips com els radars i els Oerlikons, es van retirar dos canons de 6 polzades el 1943.

## Construcció i servei

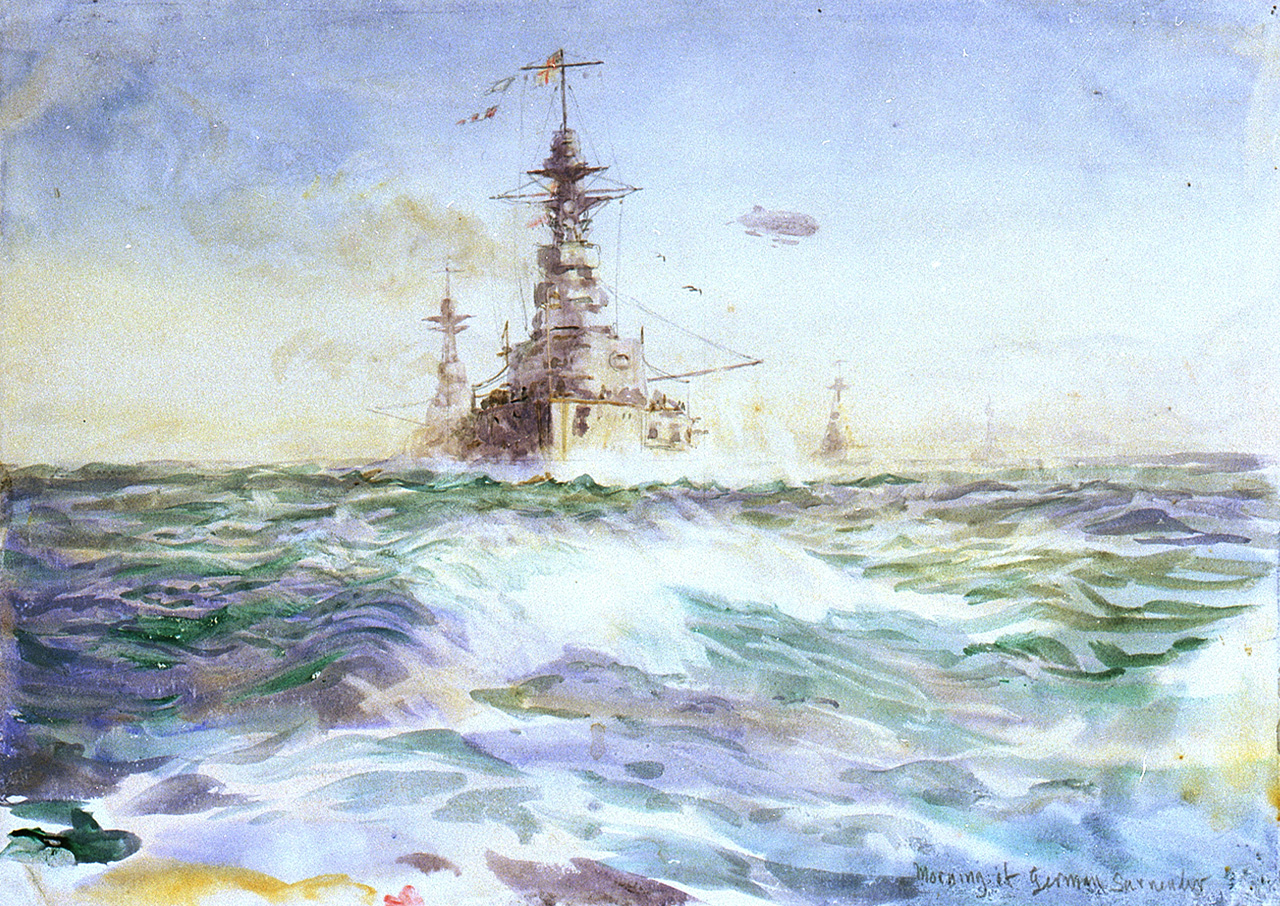
El Resolution i la resta del 1r Esquadró de Batalla durant la rendició de la flota alemanya el 21 de novembre

### Primera Guerra Mundial
Es va col·locar la quilla del Resolution a Palmers Shipbuilding and Iron Company, Jarrow el 29 de novembre de 1913, avarat el 14 de gener de 1915 i assignat el 7 de desembre de 1916. El 30 de desembre, es va unir a la Gran Flota a Rosyth,, sent destinat al 1r Esquadró de Batalla juntament amb els seus vaixells germans i diversos altres cuirassats. Després de l'acció del 19 d'agost de 1916, en què la Gran Flota havia perdut dos creuers lleugers a causa dels atacs dels submarins alemanys, l'almirall John Jellicoe, el comandant de la flota, va decidir que la flota no s'havia de posar en risc en altres sortides d'aquest tipus tret que la flota alemanya d'Alta Mar s'aventurés cap al nord o la situació estratègica justifiqués el risc. Per la seva banda, la flota alemanya va romandre al port o es va entrenar al mar Bàltic fins al 1917, ja que ambdós bàndols havien abandonat en gran part la idea d'una batalla decisiva a la superfície al mar del Nord. Ambdós bàndols es van dedicar a la guerra de posició, col·locant camps de mines navals, i Alemanya va reprendre la campanya de guerra submarina sense restriccions a principis d'any. Com a resultat, el Resolution i la resta de la Gran Flota no van veure cap acció durant aquest període.
El 1917, Gran Bretanya va començar a fer arribar combois regulars a Noruega, escortats per forces lleugeres; els alemanys van assaltar aquests combois dues vegades al final de l'any, fet que va fer que l'almirall David Beatty, que havia substituït Jellicoe l'any anterior, enviés esquadrons de batalla de la Gran Flota per escortar els combois. La Flota d'Alta Mar va sortir a la mar el 23 d'abril per atacar un dels combois escortats, però després que el creuer de batalla SMS Moltke sofrís un greu accident mecànic l'endemà, els alemanys es van veure obligats a interrompre l'operació. el Resolution i la resta de la Gran Flota van sortir el 24 d'abril un cop van interceptar senyals sense fil del Moltke danyat, però els alemanys estaven massa per davant dels britànics i no es van disparar cap tret. El 21 de novembre de 1918, després de l'armistici, tota la Gran Flota va sortir del port per escortar la flota alemanya rendida cap a l'internament a Scapa Flow.

### Anys d'entreguerres

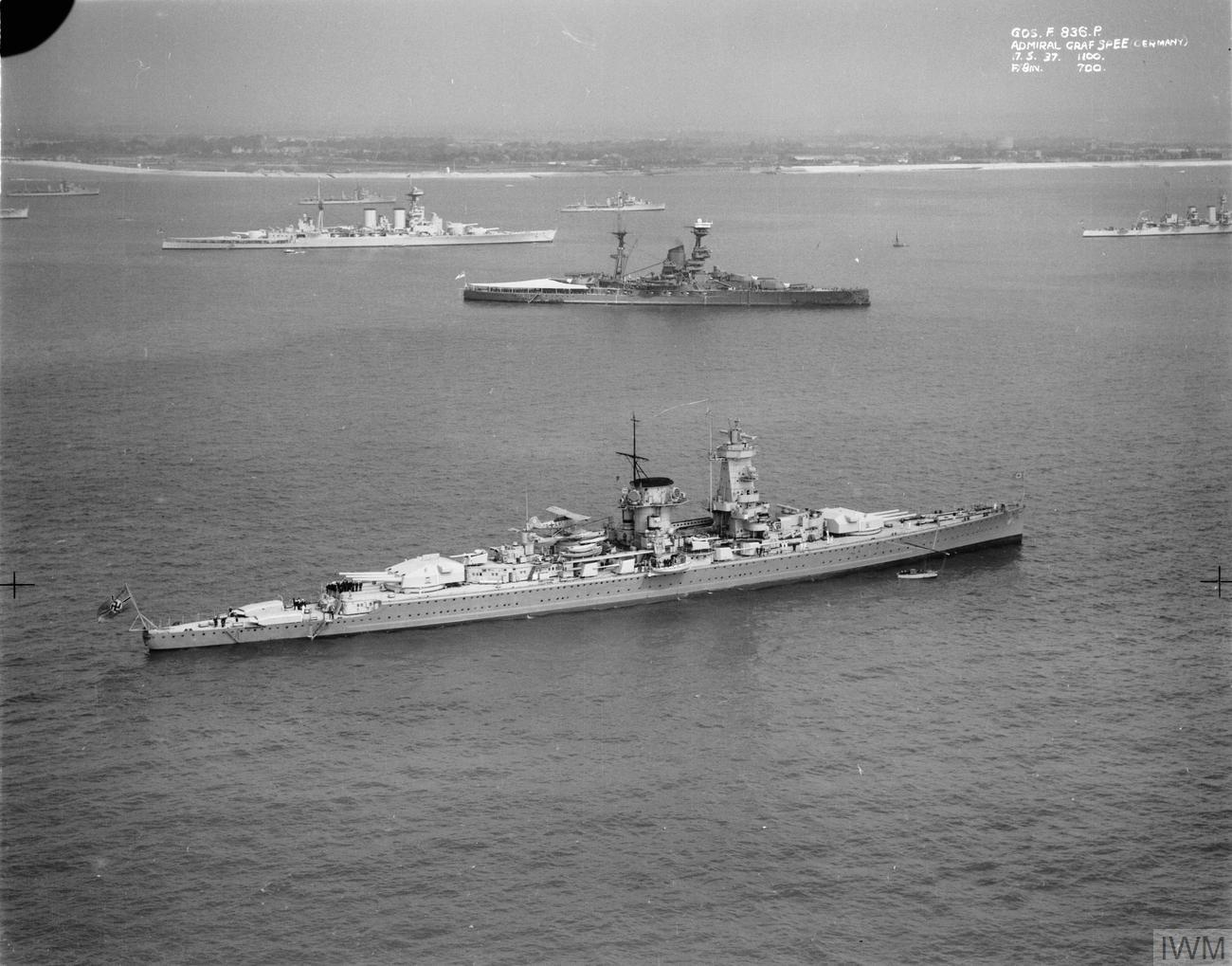
A Spithead durant una revista de la flota el 1937; el creuer alemany Admiral Graf Spee (primer pla), el Resolution (centre) i HMS Hood (fons)

Durant les dècades de 1920 i 1930, el Resolution va operar normalment amb els seus vaixells germans, a part dels períodes en què es van separar per a la seva remodelació o modernització. L'abril de 1919, els vaixells van ser traslladats a la Flota de l'Atlàntic, encara com a part del 1r Esquadró de Batalla. Després van ser destinat a la Flota Mediterrània per a operacions a Turquia i al mar Negre com a part de les respostes britàniques a la guerra greco-turca i a la guerra civil russa, respectivament. El 10 d'abril, el vaixell va arribar a Constantinoble des de Malta, i dos dies després ella i diversos vaixells més es van dirigir a Prinkipo per dur a terme l'entrenament d'artilleria. Després, el Resolution va anar a Batumi, al sud de Rússia, on va romandre fins a mitjans de juny, quan va tornar a través del Mar Negre fins a Constantinoble, i va arribar el 18 de juny. Aleshores, el vaixell estava estacionat a Chanak, juntament amb el seu germà Royal Oak i el creuer lleuger Ceres. Els dos cuirassats van embarcar passatgers i víctimes amb destinació a Gran Bretanya abans de navegar cap a les aigües de casa, en companyia d'un parell de destructors.
L'agost de 1920, els vaixells van tornar a la flota de l'Atlàntic. El 1r i el 2n Esquadrons de Batalla es van fusionar el maig de 1921, amb el Resolution i els seus quatre germans formant la 1a Divisió i els cinc cuirassats de la classe Queen Elizabeth formant la 2a Divisió. El Resolution i tres dels seus germans van ser enviats de nou a la flota mediterrània el setembre de 1922 durant una crisi a Esmirna que va culminar amb el Gran incendi quan la guerra greco-turca arribava a la seva conclusió. Els vaixells operaven principalment als Dardanels i al mar de Màrmara, tot i que el Resolution també es va aturar a Mitilene i a Esmirna el febrer de 1923 en companyia del cuirassat HMS Emperor of India i diversos creuers i destructors. Amb la guerra acabada al novembre, els vaixells van poder tornar una vegada més a la flota de l'Atlàntic.
El 10 de gener de 1924, mentre feia exercicis d'entrenament al Canal de la Mànega, el Resolution va topar i va enfonsar el submarí britànic HMS L24 mentre emergia, danyant la seva proa en la col·lisió. Els tripulants a bord del Resolution van informar de sentir un xoc a les 11:13, però no sabien que havien colpejat el submarí; va quedar clar més tard aquell dia quan la flota va tornar al port i es va trobar el L24 desaparegut. El submarí va ser enfonsat amb la pèrdua de totes les vides. De juliol a octubre, el Resolution va sofrir una readaptació. L'1 de novembre, la flota de l'Atlàntic va patir una reorganització que va veure els vaixells de classe Queen Elizabeth eren enviats a la Flota del Mediterrani i els vaixells de la 1a Divisió reconstituïts com a 1r Esquadró de Batalla. El vaixell va ser sotmès a una altra renovació més llarga des de desembre de 1926 fins a desembre de 1927. El Resolution i els seus germans van ser transferits a la flota mediterrània l'agost de 1927.
A principis de 1935, les classes Revenge i Queen Elizabeth van tornar a canviar de lloc, tot i que en aquest moment, la Flota de l'Atlàntic havia estat rebatejada com a Home Fleet. El 16 de juliol, els vaixells van estar presents durant la revista de la flota a Spithead per al jubileu de plata del rei Jordi V. Al desembre, el Resolution va tornar a entrar en dic sec per a una reparació que va durar fins al setembre de 1936. Ell i els seus germans van estar de nou presents a la revista de la coronació per a Jordi VI el 20 de maig de 1937. En les últimes setmanes d'agost de 1939, la Royal Navy va començar a concentrar-se en bases de guerra a mesura que augmentaven les tensions amb Alemanya. el Resolution va anar a Invergordon, on es va unir als seus germans Royal Sovereign i Royal Oak, Rodney, i el creuer de batalla Repulse. El 31 d'agost, el Nelson, el vaixell insígnia de l'almirall Charles Forbes, el comandant de la Home Fleet, va unir-se a la força.

### Segona Guerra Mundial

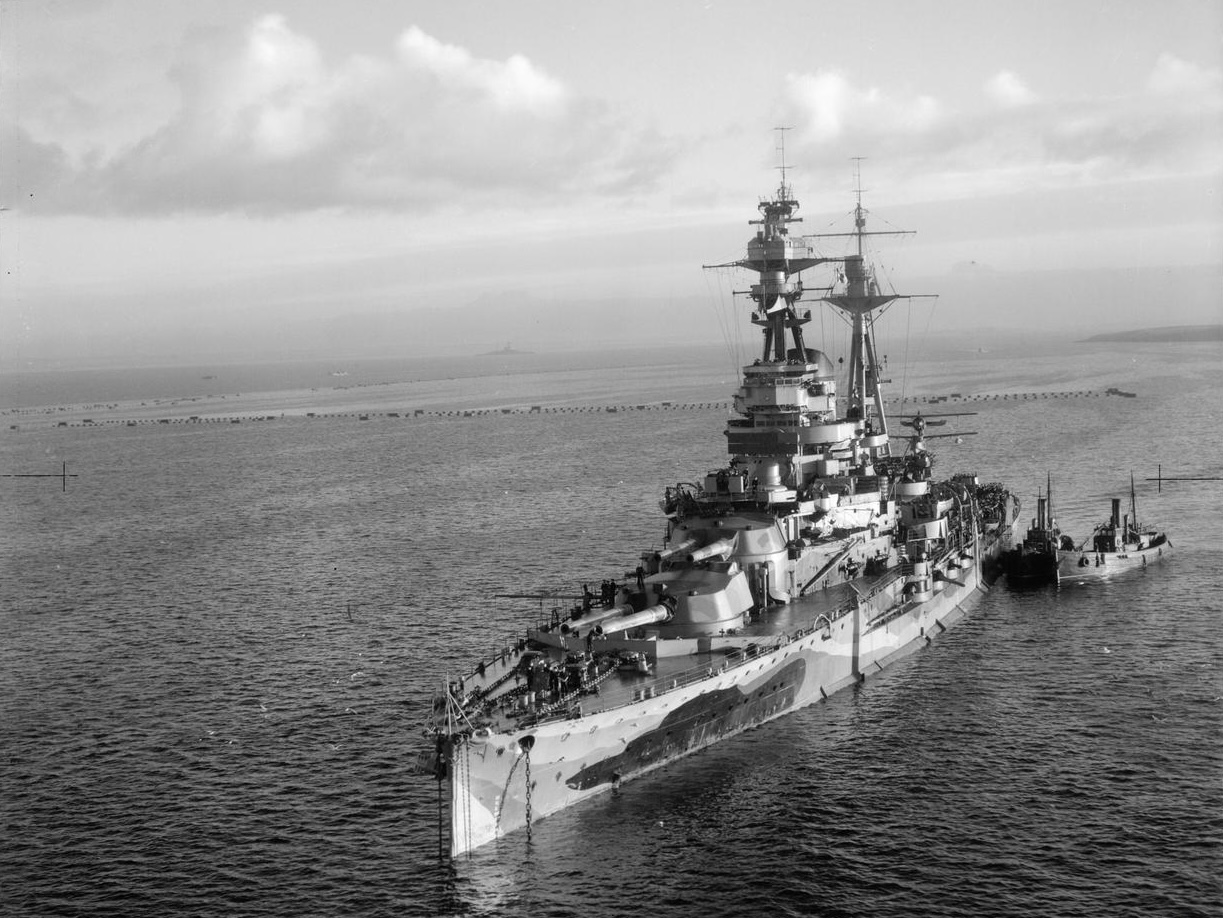
El Resolution a l'ancoratge durant la Segona Guerra Mundial

El setembre del 1939, immediatament després de l'inici de la Segona Guerra Mundial, el Resolution va ser assignat a la Channel Force, amb seu a Portland. L'1 d'octubre, després que el creuer pesant alemany Admiral Graf Spee enfonsés el vaixell mercant SS Clement, l'Almirallat va ordenar al Resolution unir-se al Comandament de l'Atlàntic Sud, però va rescindir l'ordre quatre dies després. El Resolution va ser enviada a la Força d'Escort de l'Atlàntic Nord en companyia del Revenge. Va portar una càrrega de lingots d'or al Canadà per salvaguardar-la durant la guerra, i després va escortar combois de vaixells de tropes de Canadà a Gran Bretanya fins al desembre de 1939. Va escortar el primer gran comboi de tropes a partir del 12 de desembre, en companyia del creuer de batalla Repulse. La Royal Navy va comprar el vaixell mercant SS Waimana al setembre i el va disfressar com el Resolution per enganyar els avions alemanys mentre el cuirassat patrullava a l'Atlàntic, un paper que va ocupar fins al febrer de 1942.
L'abril de 1940, el Resolution es va tornar a unir a la Flota Nacional durant la campanya de Noruega. Va ser enviada per rellevar el cuirassat Warspite de Narvik a finals d'aquell mes, arribant el 26 d'abril. El vaixell i el creuer lleuger Aurora van bombardejar posicions alemanyes al voltant de Beisfjord l'1 de maig. Va donar suport al desembarcament a Beisfjord el 13 de maig durant les batalles de Narvik. Va arribar a Bjerkvik tard el 12 de maig com a part d'una força que incloïa dos creuers i cinc destructors; van fer els preparatius per a l'atac, que va començar a primera hora del matí següent. Portava cinc tancs i altres vehicles per al desembarcament, que van ser lliurats a la foscor. Tres dels tancs van ser enviats primer, i mentre els defensors alemanys s'enfrontaven a l'atac amfibi entrant, el Resolution i els creuers i destructors van bombardejar les defenses alemanyes a la zona. Mentre els homes i els tancs lluitaven cap a l'interior, els vaixells van fer un bombardeig. A les 06:00, les tropes havien assegurat la ciutat i van indicar que el Resolution i la resta de l'esquadra podien marxar. Més tard al maig va ser atacada pels bombarders alemanys Junkers Ju 88; va ser colpejada per una bomba de 1.000 lliures (450 kg) que va matar dos homes i en va ferir vint-i-set més. El 18 de maig, es va separar per tornar a Scapa Flow per evitar que es veiés danyat per nous atacs aeris.

#### Forces H i M
El 4 de juny, el Resolution va marxar de Scapa Flow amb destinació a Gibraltar, on es va unir a la Força H, que també incloïa el creuer de batalla Hood i el cuirassat Valiant. Va participar en la destrucció de la flota francesa a Mers-el-Kébir el 3 de juliol de 1940. Després de la rendició francesa el 22 de juny, la flota francesa havia de ser desarmada sota supervisió alemanya i italiana. L'alt comandament britànic, però, estava preocupat que els vaixells francesos fossin capturats per les potències de l'Eix i posats en servei. Per tant, el primer ministre Winston Churchill va ordenar al vicealmirall James Somerville, el comandant de la Força H, per neutralitzar la flota francesa a Mers-el-Kébir. Va rebre instruccions per ordenar als vaixells francesos que s'unís als britànics amb els francesos lliures, que es rendissin per a l'internament, que s'enfonsin o fossin enfonsats. El 3 de juliol, Somerville va arribar i va lliurar l'ultimàtum; els francesos el van rebutjar, i així els vaixells britànics van obrir foc. Els cops dels obusos del Resolution, el Valiant i el Hood van colpejar el cuirassat francès Bretagne, destruint-lo en una explosió de la santabàrbara, i van obligar el cuirassat Dunkerque a encallar-se per evitar enfonsar-se. El cuirassat Provence també es va enfonsar en aigües poc profundes, tot i que més tard va ser reflotat.
Amb la flota de Mers-el-Kebir neutralitzada, les forces navals de Dakar es van convertir en el següent objectiu de la Força H. El cuirassat Richelieu gairebé acabat, que havia fugit de Brest per escapar de l'exèrcit alemany que avançava, es trobava a Dakar i estava ser artacat el 6 de juliol. No obstant això, Somerville va rebre l'ordre de tornar a Mers-el-Kebir per assegurar-se que Dunkerque fos realment destruït —els atacs duts a terme pel Hood, el Valiant i l'Ark Royal— van concedir a Richelieu un aïllament temporal. La Força H, de nou incloent el Resolution, va ser enviada el 8 de juliol per desviar l'atenció de la Regia Marina italiana mentre un comboi de Malta es dirigia a l'illa. Durant l'operació, els vaixells van fer una finta cap a Sardenya i l'Ark Royal va llançar una incursió sobre Càller. La Força H va donar suport a l'operació Pressa a finals de juliol i principis d'agost. Després de l'operació, el Resolution i Ark Royal es van deslligar de la Força H per dur a terme finalment l'atac al Richelieu. Els vaixells es van unir al cuirassat Barham, tres creuers i deu destructors com a Force M, sota el comandament de l'almirall Andrew Cunningham.

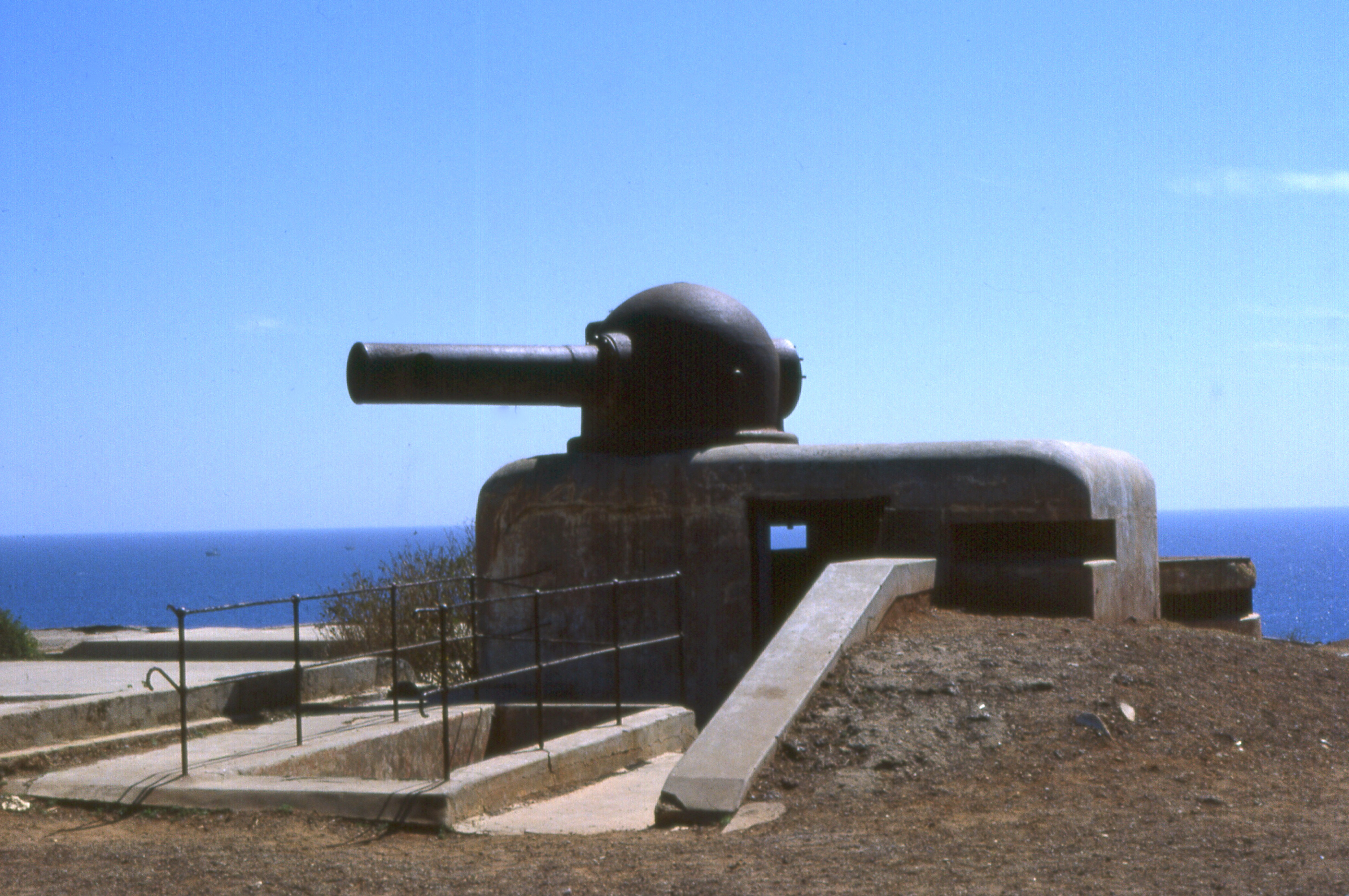
Telèmetre de la bateria costanera de Dakar que va fer servir el Resolution

El matí del 23 de setembre, la Força M va aparèixer fora de Dakar i Cunningham va emetre al comandant francès el mateix ultimàtum que a Mers-el-Kebir. Després que els francesos es van negar de nou a rendir-se o enfonsar el seu vaixell i van començar a disparar contra la flota britànica, els vaixells britànics van tornar el foc i, en el transcurs d'aproximadament mitja hora, el Resolution i Barham havien disparat més de 100 obusos des de la seva bateria principal. La mala visibilitat va dificultar el seu tir, i entre ells els dos cuirassats només van anotar un sol cop en un vaixell de càrrega. Incapaç d'enfrontar-se amb eficàcia a les forces franceses al port, Cunningham va interrompre l'atac després que diversos dels seus vaixells rebessin greus cops de les bateries costaneres franceses. L'endemà, Cunningham va intentar un atac aeri des de l'Ark Royal, que no va aconseguir danyar el fortament blindat Richelieu. Mentre estaven navegant a la costa, el destructor Fortune va ser atacat per un creuer francès, que el Resolution va fer fora amb una sola cara ampla dels seus canons de bateria principal. Aleshores els cuirassats es van posicionar per atacar el port; van anotar un sol cop a Richelieu, tot i que només va ser una estella d'un obús de 15 polzades que va fer poc dany. L'equip del director de foc del Resolution es va trencar deu minuts després de l'acció, reduint dràsticament la seva capacitat de disparar amb precisió. Els britànics es van retirar breument abans d'atacar de nou més tard a la tarda; el Resolution va activar la bateria de la costa mentre el Barham disparava contra el Richelieu. Cap dels dos vaixells britànics va aconseguir cap impacte, tot i que el Resolution estava a cavall dels canons costaners. Cunningham es va desvincular de nou, decidit a fer un altre atac l'endemà al matí.
Els dos cuirassats van arribar a Dakar cap a les 9:00 per llançar un altre atac, aquest cop recolzats per un parell de creuers pesats. Just quan estaven maniobrant cap a la seva posició, el submarí francès Bévéziers va llançar una sèrie de torpedes contra els cuirassats, un dels quals va colpejar el Resolution al mig del vaixell al seu costat de babord. L'explosió va obrir un gran forat al seu casc i va inundar la sala de calderes del port, reduint-lo a una velocitat de 12 nusos (22 km/h; 14 mph) i provocant una escora seriosa a babord. El Resolution es va veure obligat a retirar-se, deixant que el Barham es comprometés amb el Richelieu tot sol. Cunningham va escortar el cuirassat paralitzat a Freetown per a les reparacions, i l'endemà al matí, el Barham va haver de portar-la a remolc. Els vaixells van arribar a Freetown el 29 de setembre, on el Resolution va patir sis mesos de reparacions. Va tornar a Portsmouth el març de 1941, on va patir un atac aeri alemany que no va aconseguir cap cop. el Resolution va creuar llavors l'Atlàntic fins a la drassana naval de Filadèlfia, on va sofrir reparacions i modernització sota els acords de préstec-arrendament; les modificacions incloïen alterar les torres de la seva bateria principal per permetre l'elevació a 30 graus, augmentant significativament el seu abast. Obra finalitzada el setembre de 1941, permetent al Resolution tornar a l'acció.

### Flota Oriental

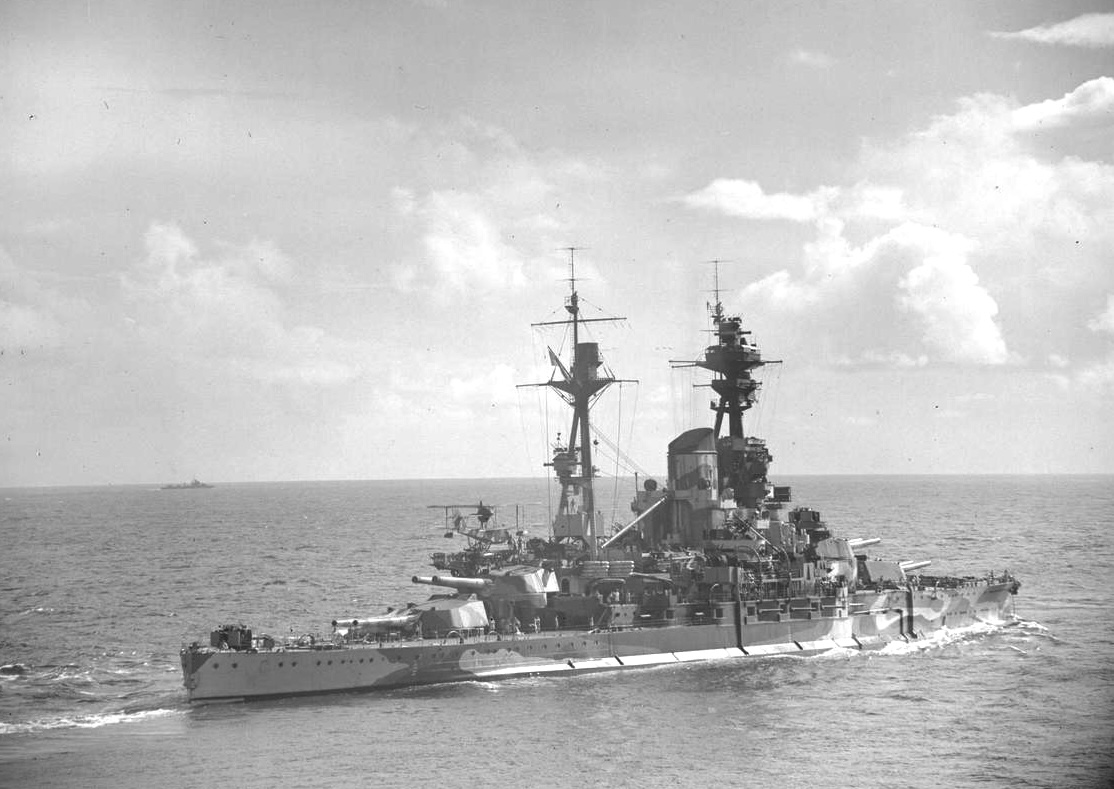
El Resolution en marxa a Madagascar

A principis de 1942, la Royal Navy va començar a acumular forces per enviar-les a l'oceà Índic per defensar l'Índia britànica després de l'inici de la Guerra del Pacífic al desembre de 1941. El vaixell va navegar cap a Ciutat del Cap, on va reunir-se amb el portaavions Formidable; més tard se'ls van unir el Revenge i el Warspite, i en arribar a l'Oceà Índic, es van trobar amb els portaavions Indomitable i el petit i obsolet Hermes. A finals de març de 1942, la Flota Oriental s'havia format, sota el comandament de l'almirall Somerville. Malgrat la força numèrica de la Flota de l'Est, moltes de les seves unitats, inclosos els quatre cuirassats de classe Revenge, ja no eren vaixells de guerra de primera línia. El poderós Kido Butai del vicealmirall Chūichi Nagumo, format per sis portaavions i quatre cuirassats ràpids, era significativament més fort que la flota oriental de Somerville. Com a resultat, només el Warspite modernitzat podria operar amb els dos portaavions de la flota; el Resolution, els seus tres germans i l'Hermes es van mantenir allunyats del combat per escortar combois a l'oceà Índic.
A finals de març, els trencadors de codis de l'Oficina Combinada de l'Extrem Orient, una sucursal de Bletchley Park, van informar a Somerville que els japonesos estaven planejant una incursió a l'oceà Índic per atacar Colombo i Trincomalee i destruir la seva flota. Per tant, va dividir la seva flota en dos grups: Force A, que constava dels dos portaavions de la flota, el Warspite i quatre creuers, i Force B, centrada en el Royal Sovereign i els seus germans i el portaavions Hermes. Tenia la intenció d'emboscar la flota de Nagumo en una acció nocturna, l'únic mètode pel qual pensava que podia aconseguir una victòria. Després de tres dies de recerca de la flota japonesa sense èxit, Somerville va tornar l'atol d'Addu per repostar. Mentre repostava els seus vaixells, Somerville va rebre un informe que la flota japonesa s'acostava a Colombo, que van atacar l'endemà, el 5 d'abril, seguit d'atacs a Trincomalee el 9 d'abril. Després de la primera incursió el 5 d'abril, Somerville va retirar el Resolution i els seus tres germans a Mombasa, on van poder assegurar les rutes marítimes a l'Orient Mitjà i al Golf Pèrsic. Els quatre Revenge van sortir de l'atol d'Addu a primera hora del matí del 9 d'abril, amb destinació a Mombasa; van romandre allà fins al 1943. Al febrer de 1943, el Resolution i el Revenge va escortar el comboi de l'operació Pamflet que transportava la 9a divisió australiana des d'Egipte torna a Austràlia.

#### Carrera posterior

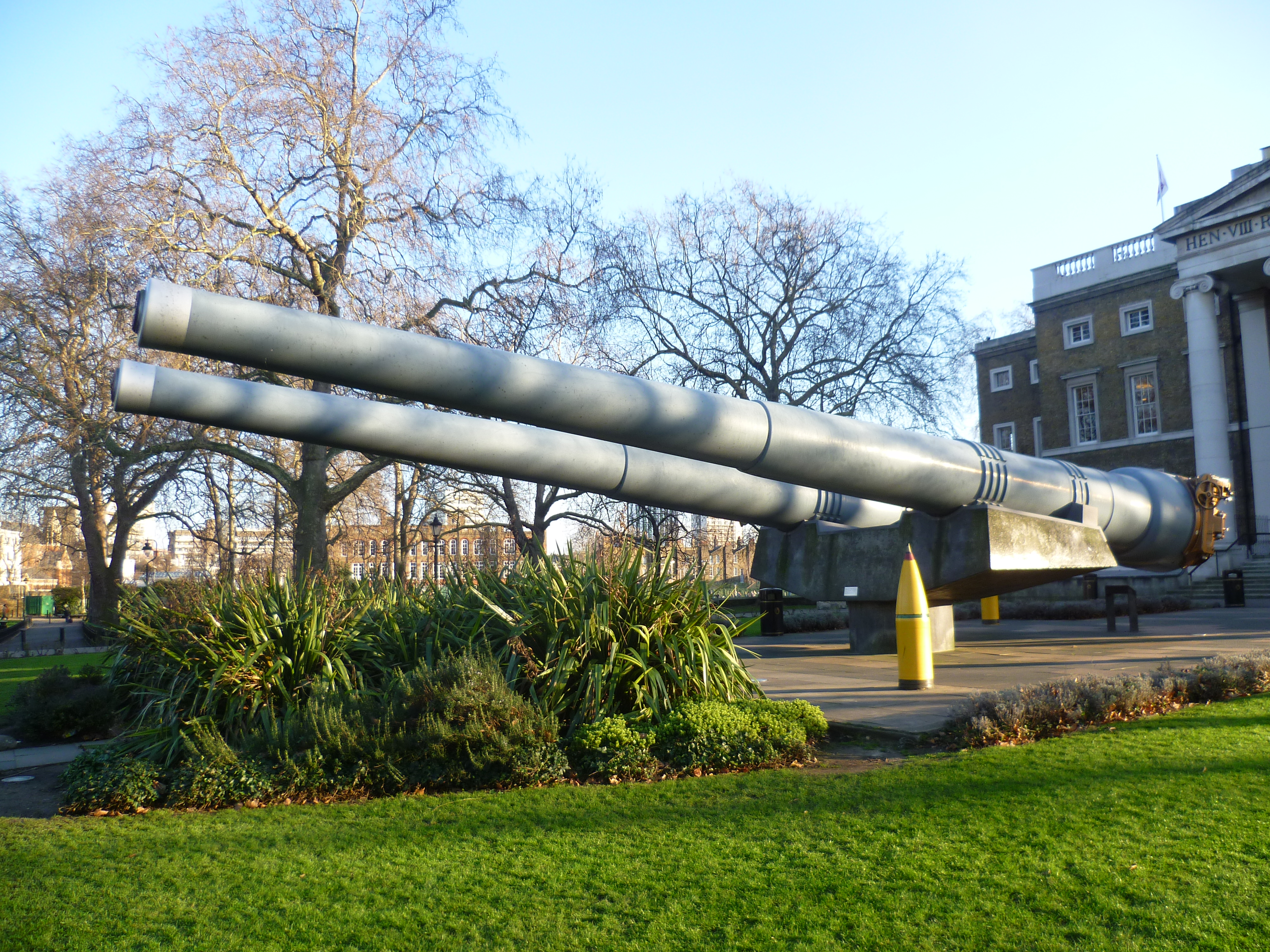
Un canó del HMS Resolution (el més llunyà)

Al setembre, el Resolution va tornar a Gran Bretanya, on es va sotmetre a una reparació. Va ser reduïda a les reserves a l'octubre, i el 1944 va ser assignada al centre d'entrenament HMS Imperieuse. Va ser desarmat, els seus canons de bateria principals es van utilitzar com a recanvis per al Warspite i el HMS Ramillies, que s'utilitzaven per als bombardejos costaners en suport del desembarcament de Normandia en aquell moment. El Resolution va servir com a vaixell d'entrenament durant els quatre anys següents abans de ser dessassignat el febrer de 1948. Després va ser col·locat a la llista d'eliminació i es va vendre a la British Iron and Steel Co., que va enviar el vaixell a Metal Industries Ltd. a Faslane per ser desballestat, arribant-hi el 13 de maig.
Un dels canons de 15 polzades del Resolution, que més tard es va instal·lar al monitor HMS Roberts, està exposat a l'Imperial War Museum de Londres.